# Francisco Pons y Boigues
Francisco Pons y Boigues (1861-1899) fue un arabista e historiador español.

## Biografía
Nacido en 1861 en la localidad valenciana de Carcagente, publicó textos como Apuntes de un viaje por Argelia y Túnez (1888), Apuntes sobre las escrituras mozárabes toledanas que se conservan en el Archivo Histórico Nacional (Madrid, 1897), Ensayo biobibliográfico sobre los historiadores y geógrafos arábigoespañoles (Madrid, 1898), Dos obras importantes de Abén Hazam (en Hom. á M. y Pelayo, 1899) y El filósofo autodidacto de Abén-Tofail (Zaragoza, 1900, con prólogo de Marcelino Menéndez Pelayo), entre otros. Falleció en 1899.

## Obras
- Apuntes sobre las escrituras mozárabes toledanas que se conservan en el Archivo Histórico Nacional, Madrid 1897, 320 páginas.[3]
- Ensayo bio-bibliográfico sobre los historiadores y geógrafos arábigo-españoles, Madrid 1898, 514 páginas.[4]
- Dos obras importantísimas de Aben Hazam, Librería general de Victoriano Suárez, Madrid 1899, 15 páginas.[5]